# Han-Chinezen
Han-Chinezen of Chinezen zijn een etnische groep afkomstig uit Oost-Azië. Han-Chinezen vormen 90% van de bevolking van China, 98% van de bevolking van Taiwan, 74% van de bevolking van Singapore, 24,5% van de bevolking van Maleisië en 18% van de wereldbevolking, waardoor het de grootste etnische groep in de wereld is. Er zijn aanzienlijke genetische, taalkundige, culturele en sociale verschillen onder de Han-Chinezen, voornamelijk als gevolg van duizenden jaren van immigratie en assimilatie van verschillende regionale etnische groepen en stammen binnen China. De Han-Chinezen zijn een onderdeel van de Chinese natie, Zhonghua Minzu. Soms noemen Han en andere Chinezen zich de Afstammelingen van de Yan en Huang Keizers, vereenvoudigd Chinees: 炎黄子孙, traditioneel Chinees: 炎黃子孫.

## Etymologie
De naam Han vindt zijn oorsprong in de Han-dynastie. Deze volgde de kortstondige Qin-dynastie op, die China verenigde. De eerste keizer van de Han-dynastie Liu Bang was oorspronkelijk de koning van de regio van Hanzhong, waarnaar de dynastie werd genoemd. De naam Hanzhong op zijn beurt is afgeleid van de rivier de Han, die stroomt door de vlakte van Hanzhong stroomt.
Han in het klassieke literaire Chinees van het oude China kan ook de Melkweg betekenen. De mensen in het oude China noemden de rivier de Hemelse Rivier, 天河, Tian He.
De bevolking voorafgaand aan de Han-dynastie werden Huaxia, 華夏族, vertaald als beschaafde samenleving, genoemd. Oude teksten geven een beschrijving van China als een land met veel welvaart en cultuur. De Han-dynastie wordt veelal beschouwd als een Gouden Eeuw in de geschiedenis van China, in zoverre dat het in staat was om macht en invloed uit te oefenen over Centraal-, Zuidoost-Azië en Noordoost-Azië. Als gevolg van de vermaarde Han-dynastie begonnen veel Chinezen zichzelf te zien als 'volk van Han', 漢人, een naam die men tot op heden nog gebruikt. De Han worden in het Nederlands meestal als Chinezen aangeduid, maar het kan voor discussie zorgen met 'Chinees' alleen de Han-Chinezen te bedoelen.
De Han-Chinezen die meer in het zuiden wonen en Kantonees, Hakka of Minnan spreken, noemen zichzelf ook Tángrén, 唐人, letterlijk mensen van Tang. Deze aanduiding is van een latere Chinese dynastie afgeleid, de Tang-dynastie, die als een hoogtepunt van de Chinese beschaving wordt beschouwd. De aanduiding Tángrén wordt ook in alledaagse gesprekken gebruikt en is een element in het Kantonese woord voor Chinatown: 唐人街, Tángrénjiē, vertaald Straat van de mensen van Tang.
Overzeese Chinezen worden ook vaak Huaren genoemd, vereenvoudigd Chinees: 华人, traditioneel Chinees: 華人, pinyin: huárén. Dat is van Zhonghua afgeleid, vereenvoudigd Chinees: 中华, traditioneel Chinees: 中華, pinyin: zhōnghuá, dat de letterlijke naam is voor China. Zhong betekent midden of centraal. De gebruikelijke vertaling is 'etnische Chinezen', beschrijft 'Chinees' als een culturele en etnische verwantschap en is van toepassing op zowel de Chinezen in China, als die in een ander land wonen.

## Verdeling van de Han
De Han-Chinezen kunnen in twee groepen worden verdeeld: de noordelijke en de zuidelijke Han-Chinezen. De twee groepen zijn verder te verdelen in verschillende subgroepen.
Noordelijke Han-Chinezen, 北方人:
- Noord-Oost-Chinezen, Dongbeiren, 东北人
- Shangdongnezen, Shandongren, 山东人
- Noord-West-Chinezen, Xiberen, 西北人
- Hebeinezen, Hebeiren, 河北人
- Shanxinezen, Shanxiren, 山西人

Zuidelijke Han-Chinezen, 南方人:
- Shanghainezen, Shanghairen, 上海人
- Zhejiangnezen, Zhejiangren, 浙江人
- Fuzhounezen / Mindongnezen, Fuzhouren, 福州人
- Minnanezen / Hokkien, Minnanren, 闽南人
  - Hoklo
  - Chaozhounezen, Chaozhouren, 潮州人
- Kantonezen, Guangfuren, 广府人
  - Wai t'auw
  - Guangzhounezen
- Hakka of Hakkanezen, Kejiaren, 客家人
  - Ngai
- Anhuinezen, Anhuiren, 安徽人
- Henanezen, Henanren, 河南人
- Jiangsunezen, Jiangsuren, 江苏人
- Jiangxinezen, Jiangxiren, 江西人
- Sichuanezen, Sichuanren, 四川人
- Zuid-West-Chinezen, Xi'nanren, 西南人
- Hunanezen, Hunanren, 湖南人
- Hubeinezen, Hubeiren, 湖北人
- Tanka
- Panthay
- Kokang
- Peranakan-Chinezen

De radicaal 人 aan het einde van de namen van deze groepen is het Chinees voor mensen of volk.
Achang · Akha · Bai · Baima · Blang (Bulong) · Bonan · Buyi · Dai · Daur · De'ang · Dong · Dongxiang · Drung · Evenken · Gaoshan (Taiwanese aboriginals) · Gelao · Gin (Vietnamezen) · Han · Hani · Hlai (Li) · Hui · Jingpo · Jino · Kazachen · Kirgiezen · Koreanen · Lahu · Lhoba · Lisu · Mantsjoes · Maonan · Miao (Hmong) · Mongolen · Monpa (Menba) · Mulam (Mulao) · Nanai (Hezhe) · Naxi · Nu · Oeigoeren · Oezbeken · Oroqen · Pumi · Qiang · Russen · Salar · She · Sui · Tadzjieken · Tataren · Tibetanen (Zang) · Tu · Tujia · Wa (Va) · Yao · Yi · Yugur · Xibe · Zhuang